# Mohsen Hadżipur
Mohsen Hadżipur (pers.محسن حاجی پور; ur. 28 sierpnia 1988) – irański zapaśnik w stylu klasycznym. Zajął jedenaste miejsce na mistrzostwach świata w 2018. Brązowy medalista mistrzostw Azji w 2011. Brązowy medalista igrzysk wojskowych w 2015. Wicemistrz halowych igrzysk azjatyckich w 2017.
Trzeci w Pucharze Świata w 2015 i 2017; czwarty w 2011 i ósmy w 2013. Wojskowy mistrz świata z 2008, drugi w 2016. Uniwersytecki mistrz świata z 2010. Wicemistrz Azji juniorów z 2008 roku.